# Apicia catenulata
Apicia catenulata là một loài bướm đêm trong họ Geometridae.